# Temporada da Ligat HaAl de 2019–20
A Temporada da Ligat HaAl de 2019–20 (em hebraico:  ליגת העל‎), também conhecida como Israeli Basketball Super League é a 66.ª edição da competição de primária do basquetebol masculino do Estado de Israel segundo sua piramide estrutural. É organizada pela Israeli Basketball Super League Administration Ltd (BSL) sob as normas da FIBA.

## Clubes Participantes
| Time                       | Cidade                  |
| -------------------------- | ----------------------- |
| Maccabi Haifa              | Haifa                   |
| Hapoel Mall Hayam Eilat    | Eilat                   |
| Hapoel Gilboa Galil        | Gilboa Regional Council |
| Hapoel Unet Holon          | Holon                   |
| Hapoel Migdal Jerusalem    | Jerusalém               |
| Hapoel SP Tel Aviv         | Telavive                |
| Ironi Nahariya             | Nahariya                |
| Ironi Nes Ziona            | Ness Ziona              |
| Maccabi Ashdod/Be'er Tuvia | Asdode                  |
| Hapoel Be'er Sheva         | Bersebá                 |
| Maccabi Rishon LeZion      | Rishon LeZion           |
| Maccabi FOX Tel Aviv       | Telavive                |

## Temporada Regular

### Tabela de Classificação
| Pos. | Clube                       | %     | J  | V  | D  | Dif. | Classificação            |
| ---- | --------------------------- | ----- | -- | -- | -- | ---- | ------------------------ |
| 1    | Maccabi FOX Tel Aviv        | 90.5% | 21 | 19 | 2  | 303  | Playoffs                 |
| 2    | Hapoel Jerusalem            | 81%   | 21 | 17 | 4  | 217  | Playoffs                 |
| 3    | Maccabi Rishon LeZion       | 61.9% | 21 | 13 | 8  | 104  | Playoffs                 |
| 4    | Hapoel Unet Holon           | 57.1% | 21 | 12 | 9  | -3   | Playoffs                 |
| 5    | Maccabi Haifa               | 52.4% | 21 | 11 | 10 | 40   | Playoffs                 |
| 6    | Ironi Nes Ziona             | 45%   | 20 | 9  | 11 | -40  | Playoffs                 |
| 7    | Hapoel Gilboa Galil         | 42.9% | 21 | 9  | 12 | -70  | Playoffs                 |
| 8    | Hapoel Yossi Avrahami Eilat | 38.1% | 21 | 8  | 13 | -71  | Playoffs                 |
| 9    | Hapoel SP Tel Aviv          | 38.1% | 21 | 8  | 13 | -67  |                          |
| 10   | Ironi Nahariya              | 38.1% | 21 | 8  | 13 | -82  |                          |
| 11   | Hapoel Be'er Sheva          | 35%   | 20 | 7  | 13 | -118 |                          |
| 12   | Maccabi Ashdod/Be'er Tuvia  | 19%   | 21 | 4  | 17 | -213 | Rebaixado à Ligat Leumit |

|  |                                            |
|  | Classificados aos playoffs                 |
|  | Rebaixados diretamente para a Ligat Leumit |

## Tabela

### Rodadas 1 a 22
| Casa\Visitante              | HAI   | EIL    | GIL     | HOL    | JER   | HTA    | NAH   | NES    | ASH    | BEE    | LEZ     | MTA   |
| --------------------------- | ----- | ------ | ------- | ------ | ----- | ------ | ----- | ------ | ------ | ------ | ------- | ----- |
| Maccabi Haifa               |       | 107-85 |         |        | 95-87 |        |       | 84-87  |        | 95-80  | 88-79   | 75-93 |
| Hapoel Yossi Avrahami Eilat | 87-76 |        | 79-78   | 90-81  | 84-99 | 71-84  | 61-63 |        | 98-78  | 87-92  | 72-94   | 86-81 |
| Hapoel Gilboa Galil         | 84-93 |        |         | 95-88  | 98-93 | 68-85  | 76-95 | 96-80  | 95-83  | 100-73 | 75-96   |       |
| Hapoel Unet Holon           | 88-82 | 90-85  | 87-81   |        |       | 89-75  | 86-78 | 99-80  | 103-86 | 92-73  | 105-104 | 83-94 |
| Hapoel Jerusalem            | 95-81 |        | 88-73   |        |       | 80-91  | 85-55 | 102-71 | 72-51  | 108-74 |         | 98-87 |
| Hapoel SP Tel Aviv          |       | 70-87  | 96-93   | 86-90  | 72-90 |        | 96-88 | 90-95  | 100-93 | 102-97 | 74-77   | 84-91 |
| Ironi Nahariya              | 82-87 | 84-89  |         | 95-109 | 82-88 | 86-84  |       | 71-79  | 84-68  | 87-74  |         | 62-89 |
| Ironi Hai Motors Nes Ziona  | 98-91 | 101-69 | 106-115 | 78-87  | 81-93 |        | 83-88 |        |        |        | 93-88   | 68-91 |
| Maccabi Ashdod/Be'er Tuvia  | 91-88 | 87-98  | 89-91   | 82-69  | 69-84 | 83-76  | 84-96 |        |        |        | 81-94   | 57-94 |
| Hapoel Be'er Sheva          | 75-77 | 88-87  | 81-85   |        | 86-94 | 103-76 | 87-83 | 82-81  | 101-77 |        | 69-75   |       |
| Maccabi Rishon LeZion       | 62-54 | 80-74  | 90-64   | 84-59  |       |        | 76-63 | 75-79  | 67-66  | 80-72  |         | 66-81 |
| Maccabi FOX Tel Aviv        | 91-77 | 102-86 | 99-76   | 94-76  | 89-73 | 84-74  | 86-65 | 80-71  |        |        | 75-64   |       |

### Rodadas 23 a 33
| Casa\Visitante             | HAI | EIL | GIL | HOL | JER | HTA | NAH | NES | ASH | BEE | LEZ | MTA |
| -------------------------- | --- | --- | --- | --- | --- | --- | --- | --- | --- | --- | --- | --- |
| Maccabi Haifa              |     |     |     |     |     |     |     |     |     |     |     |     |
| Hapoel Mall Hayam Eilat    |     |     |     |     |     |     |     |     |     |     |     |     |
| Hapoel Gilboa Galil        |     |     |     |     |     |     |     |     |     |     |     |     |
| Hapoel Unet Holon          |     |     |     |     |     |     |     |     |     |     |     |     |
| Hapoel Jerusalem           |     |     |     |     |     |     |     |     |     |     |     |     |
| Hapoel SP Tel Aviv         |     |     |     |     |     |     |     |     |     |     |     |     |
| Ironi Nahariya             |     |     |     |     |     |     |     |     |     |     |     |     |
| Ironi Hai Motors Nes Ziona |     |     |     |     |     |     |     |     |     |     |     |     |
| Maccabi Ashdod/Be'er Tuvia |     |     |     |     |     |     |     |     |     |     |     |     |
| Hapoel Be'er Sheva         |     |     |     |     |     |     |     |     |     |     |     |     |
| Maccabi Rishon LeZion      |     |     |     |     |     |     |     |     |     |     |     |     |
| Maccabi FOX Tel Aviv       |     |     |     |     |     |     |     |     |     |     |     |     |

## Playoffs

### Confrontos
|  | Quartas-de-final | Quartas-de-final | Quartas-de-final |  |  | Semifinais | Semifinais | Semifinais |  |  | Final | Final | Final |
|  |                  |                  |                  |  |  |            |            |            |  |  |       |       |       |
|  | 1                |                  |                  |  |  |            |            |            |  |  |       |       |       |
|  | 8                |                  |                  |  |  |            |            |            |  |  |       |       |       |
|  |                  |                  |                  |  |  |            |            |            |  |  |       |       |       |
|  |                  |                  |                  |  |  |            |            |            |  |  |       |       |       |
|  |                  |                  |                  |  |  |            |            |            |  |  |       |       |       |
|  | 3                |                  |                  |  |  |            |            |            |  |  |       |       |       |
|  |                  |                  |                  |  |  |            |            |            |  |  |       |       |       |
|  | 6                |                  |                  |  |  |            |            |            |  |  |       |       |       |
|  |                  |                  |                  |  |  |            |            |            |  |  |       |       |       |
|  |                  |                  |                  |  |  |            |            |            |  |  |       |       |       |
|  |                  |                  |                  |  |  |            |            |            |  |  |       |       |       |
|  |                  |                  |                  |  |  |            |            |            |  |  |       |       |       |
|  |                  |                  |                  |  |  |            |            |            |  |  |       |       |       |
|  |                  |                  |                  |  |  |            |            |            |  |  |       |       |       |
|  |                  |                  |                  |  |  |            |            |            |  |  |       |       |       |
|  |                  |                  |                  |  |  |            |            |            |  |  |       |       |       |
|  |                  |                  |                  |  |  |            |            |            |  |  |       |       |       |
|  |                  |                  |                  |  |  |            |            |            |  |  |       |       |       |

#### Quartas de final
| Time 1 | Série | Time 2 | 1º Jogo | 2º Jogo | 3º Jogo | 4º Jogo | 5º Jogo |
| ------ | ----- | ------ | ------- | ------- | ------- | ------- | ------- |
|        | -     |        |         |         |         |         |         |
|        | -     |        |         |         |         |         |         |
|        | -     |        |         |         |         |         |         |
|        | -     |        |         |         |         |         |         |

#### Semifinal
| Time 1 | Placar | Time 2 |
| ------ | ------ | ------ |
|        | -      |        |
|        | -      |        |

#### Final
| Time 1 | Placar | Time 2 |
| ------ | ------ | ------ |
|        | -      |        |

## Campeões
| Winner Liga 2019-20 Campeões |
| ---------------------------- |
| ?º Título                    |

## Clubes israelenses em competições internacionais
| Clube                 | Competição        | Resultado                                                      |
| --------------------- | ----------------- | -------------------------------------------------------------- |
| Maccabi Tel Aviv      | EuroLiga          |                                                                |
| Maccabi Rishon LeZion | EuroCopa          | Eliminado Fase de Grupos (5º Grupo A com 2v - 8d)              |
| Hapoel Holon          | Liga dos Campeões | Eliminado Temporada Regular como 6º lugar do Grupo A (6v - 8d) |
| Hapoel Jerusalém      | Liga dos Campeões |                                                                |
| Ironi Nes Ziona       | Copa Europeia     | Eliminado na 2ª fase com o 3º lugar no Grupo J (2v - 4d)       |

## Artigos relacionados
- Ligat HaAl
- EuroLiga
- EuroCopa
- Seleção Israelense de Basquetebol